# Os Últimos Heróis
Os Últimos Heróis, lançado em alguns países como Menudo: Colección Internacional — Edición Brasil, é o vigésimo nono álbum de estúdio da boy band porto-riquenha Menudo, lançado em 1990 pela gravadora RCA. O fonograma é o quarto a trazer canções em português. Como dito por um dos integrantes em entrevista, o trabalho: “É um disco em português que foi feito com muito carinho e é uma coletânea dos sucessos do grupo, com 10 músicas dos últimos quatro discos”.
Nessa época, faziam parte da formação do grupo os integrantes Sergio Blass, Rubén Gómez, Robert Avellanet, Rawy Torres, e o novo membro César Abreu, que substituiu Angelo García. César saiu do grupo pouco tempo depois, dando lugar a Adrián Olivares, que veio ao Brasil na divulgação do disco em programas de televisão.

## Produção e gravação
A produção e gravação do álbum do Menudo contaram com uma equipe diversificada. Os arranjos musicais foram elaborados por Willie Croes, Pedro Gely, e George e Michael Atwell. A produção ficou a cargo da Beresford Finance and Trade, com direção artística de Edgardo Díaz, o criador do grupo. O álbum foi gravado nos estúdios Audio America, em Orlando, Flórida, e a mixagem foi realizada na Telearte, sob a supervisão do técnico Juan Carlos Socorro. A produção contou ainda com a assistência de Luis Bascaran, fotografias de Jesús Gutiérrez, vestuários de José Luis Vega, design gráfico de Yrene Soler, e penteados e maquiagem de Vidal Hair.

## Repertório
A lista de faixas inclui dez versões em português (onze na reedição do LP) feitas por Luciana Souza, de canções gravadas pelo Menudo originalmente em espanhol e inglês. Essas faixas são advindas de quatro álbuns anteriores, lançados entre 1987 e 1989, a saber: Somos los hijos del rock (1987), Sons of Rock (1988) Sombras y figuras (1988), e Los últimos héroes (1989). Nenhum desses álbuns chegou a ser lançado no Brasil, eles foram lançados por gravadoras menores e locais da América Latina após o fim do contrato do grupo com a RCA Records.
Do álbum de 1987, Somos los hijos del rock, estão inclusas as canções "Cuando seas grande" ("Quando For Grande"), "Mi sombra en la pared" ("Minha Sombra na Parede") e "Estamos en acción" ("Estamos em Ação"). Do álbum em inglês do grupo, Sons of Rock, de 1988, foi feita apenas a versão da música que dá título ao trabalho, que foi intitulada como "Força do Rock". De Sombras y figuras, de 1988, aparecem as versões de "Nina Luna" ("Minha Lua, Minha Luz"), "Serenata Rock and Roll" ("Serenata Rock and Roll") e "Dulces dieciséis" ("Doces dezesseis"). Por fim, do álbum Los Últimos Héroes, também de 1988, estão versões para "Giro" ("Rodo, Giro"), "Ahora sé" ("Agora Eu Sei"), "Por primera vez" ("A Primeira Vez"), e a canção que deu título ao álbum, "Los últimos heróes" ("Os Últimos Heróis").

## Divulgação
O álbum foi lançado enquanto o grupo ainda promovia as canções de Los últimos heróes na sua turnê de 1990, que passou por diversos países, tais como México, Venezuela, República Dominicana e Argentina. A segunda parte dessa turnê estava prevista para acontecer em maio do mesmo ano. Em 7 de maio de 1990, o jornal La Opinión publicou uma entrevista com os integrantes e o integrante César comentou que embora não tenha participado das gravações do fonograma, o estava promovendo como se tivesse. Na mesma entrevista, o cantor afirmou que o quinteto iniciaria as gravações de um novo disco em meados daquele ano.
Três anos após sua última visita ao Brasil, o grupo retornou ao país para divulgar seu novo trabalho em programas de televisão. Em 29 de setembro de 1990, o telejornal Jornal da Manchete anunciou a chegada do quinteto em uma reportagem que incluiu uma entrevista com os integrantes. Na conversa, eles comentaram as mudanças no estilo musical e nos figurinos, agora com uma pegada mais voltada para o rock. Também manifestaram a expectativa de vender pelo menos 500 mil cópias do novo LP no Brasil, metade do que costumavam comercializar no auge da carreira no país.
No SBT, os artistas participaram de diversos programas apresentados por Gugu Liberato. No Passa ou Repassa, Adrián dublou a parte de César na canção "Rodo Giro", uma vez que este já havia deixado o grupo. No Corrida Maluca, interpretaram "Os Últimos Heróis". Em duas participações no Viva a Noite, cantaram "Os Últimos Heróis" na primeira e "Quando for Grande" na segunda. Também estiveram no Qual É a Música?, onde foram entrevistados por Silvio Santos e apresentaram novamente as duas faixas. No programa Mariane, conduzido pela apresentadora homônima, cantaram "Os Últimos Heróis". No Show Maravilha cantaram "Quando for Grande".
Na TV Globo, subiram ao palco do Domingão do Faustão, onde interpretaram o clássico "Não se Reprima" em uma versão rock, além de outras canções. No Xou da Xuxa, participaram duas vezes, ambas com "Os Últimos Heróis". Durante a segunda aparição, explicaram a Xuxa que essa visita ao Brasil era exclusivamente para divulgação em programas televisivos, mas que retornariam em dezembro para uma temporada de shows pelo país.
O grupo também esteve na TV Gazeta, em São Paulo, onde sua presença gerou tumulto. Alguns alunos que protestavam contra o quinteto foram contidos por seguranças, resultando em confrontos. Em meio à confusão, estudantes arrancaram a faixa do ônibus da banda e atearam fogo, quase provocando um incêndio. Na emissora, participaram do programa Mulheres, apresentado por Ione Borges, e cantaram "Os Últimos Heróis" e "Quando for Grande". Na Record , estiveram no Programa Paulo Barboza, onde interpretaram as mesmas faixas. Já na Band, marcaram presença no Almoço com Zaccaro, apresentado por Augustinho Zaccaro e no Clube do Bolinha, repetindo o repertório.

## Lista de faixas
- Créditos adaptados dos LPs Os Últimos Heróis e Menudo: Colección Internacional — Edición Brasil, de 1990.[5][25]

Todas as canções adaptadas para o português por Luciana Souza.

### Primeiro lançamento com César
| N.º            | Título                   | Compositor(es)                                           | Duração |  |
| 1.             | "Quando For Grande"      | Miguel Mateos                                            | 4:23    |  |
| 2.             | "Minha Lua, Minha Luz"   | Fernando Riba / Kiko Campos                              | 3:52    |  |
| 3.             | "Rodo, Giro"             | Juan Carlos Perez Soto                                   | 4:37    |  |
| 4.             | "Agora Eu Sei"           | Fernando Osorio                                          | 3:11    |  |
| 5.             | "Os Últimos Heróis"      | Carlos Lara                                              | 3:19    |  |
| 6.             | "Minha Sombra Na Parede" | Miguel Mateos                                            | 4:30    |  |
| 7.             | "A Primeira Vez"         | Fernando Osorio                                          | 3:10    |  |
| 8.             | "Estamos Em Ação"        | Fernando Martín Lupano / Norberto Topini / Patricia Sosa | 3:27    |  |
| 9.             | "Doces Dezesseis"        | Miguel Mateos                                            | 3:48    |  |
| 10.            | "A Força do Rock"        | Marc Anthony                                             | 3:40    |  |
| Duração total: | Duração total:           | Duração total:                                           | 33:22   |  |

### Segundo lançamento com Adrián
| N.º            | Título                   | Compositor(es)                                           | Duração |  |
| 1.             | "Quando For Grande"      | Miguel Mateos                                            | 4:23    |  |
| 2.             | "Minha Lua, Minha Luz"   | Fernando Riba / Kiko Campos                              | 3:52    |  |
| 3.             | "Rodo, Giro"             | Juan Carlos Perez Soto                                   | 4:37    |  |
| 4.             | "Agora Eu Sei"           | Fernando Osorio                                          | 3:11    |  |
| 5.             | "Os Últimos Heróis"      | Carlos Lara                                              | 3:19    |  |
| 6.             | "Minha Sombra Na Parede" | Miguel Mateos                                            | 4:30    |  |
| 7.             | "A Primeira Vez"         | Fernando Osorio                                          | 3:10    |  |
| 8.             | "Estamos Em Ação"        | Fernando Martín Lupano / Norberto Topini / Patricia Sosa | 3:27    |  |
| 9.             | "Doces Dezesseis"        | Miguel Mateos                                            | 3:48    |  |
| 10.            | "A Força do Rock"        | Marc Anthony                                             | 3:40    |  |
| 11.            | "Serenata Rock And Roll" | Pedro Gely                                               | 3:17    |  |
| Duração total: | Duração total:           | Duração total:                                           | 36:39   |  |

## Comparações
Eis as faixas deste álbum desse e das anteriores em espanhol, e as mudanças nos vocais:
(Fontes: )
| Título                   | Versão de                | Vocal em espanhol       | Vocal em português |
| ------------------------ | ------------------------ | ----------------------- | ------------------ |
| "Quando For Grande"      | "Cuando seas grande"     | Ralphy Rodruguez (1987) | Rawy Torres        |
| "Minha Lua, Minha Luz"   | "Nina Luna"              | Rúben Gomez (1988)      | Rúben Gomez        |
| "Rodo, Giro"             | "Giro"                   | Angelo Garcia (1989)    | César Abreu        |
| "Agora Eu Sei"           | "Ahora sé"               | Robert Avellanet (1989) | Robert Avellanet   |
| "Os Últimos Heróis"      | "Los últimos héroes"     | Sérgio Blass (1989)     | Sérgio Blass       |
| "Minha Sombra Na Parede" | "Mi sombra en la pared"  | Sérgio Blass (1987)     | Sérgio Blass       |
| "A Primeira Vez"         | "Por primera vez"        | Rawy Torres (1989)      | Rawy Torres        |
| "Estamos em Ação"        | "Estamos en acción"      | Rúben Gomez (1987)      | Robert Avellanet   |
| "Dulces dieciséis"       | "Doces dezesseis"        | Rúben Gomez (1988)      | Rúben Gomez        |
| "Força do Rock"          | "Sons of Rock"           | Sérgio Blass (1988)     | Sérgio Blass       |
| "Serenata Rock and Roll" | "Serenata Rock and Roll" | Robert Avellanet (1988) | César Abreu        |